# أناتول تاوبمان
أناتول تاوبمان (بالإنجليزية: Anatole Taubman) (و. 1970 – م) هو ممثل،  من سويسرا، ولد في زيورخ.

## روابط خارجية
- أناتول تاوبمان على موقع IMDb (الإنجليزية)
- أناتول تاوبمان على موقع روتن توميتوز (الإنجليزية)
- أناتول تاوبمان على موقع مونزينجر (الألمانية)
- أناتول تاوبمان على موقع قاعدة بيانات الأفلام العربية
- أناتول تاوبمان على موقع ألو سيني (الفرنسية)
- أناتول تاوبمان على موقع أول موفي (الإنجليزية)
- أناتول تاوبمان على موقع قاعدة بيانات الأفلام السويدية (السويدية)
- أناتول تاوبمان على موقع قاعدة بيانات الفيلم (الإنجليزية)
- أناتول تاوبمان على موقع كينوبويسك (الروسية)